# Vespa 125 Hoffmann
Die Vespa 125 Hoffmann ist ein Motorroller, der durch einen Lizenzvertrag mit Piaggio von den Hoffmann-Werken im rheinischen Lintorf produziert und unter dem Markennamen Vespa vertrieben wurde. Im Frühjahr 1950 begann der Hersteller die Vespas für den deutschen Markt zu bauen. Dieses Modell ähnelte der italienischen „Farro Basso“-Variante. Unter großem finanziellen Aufwand und aufgrund der großen Konkurrenz insbesondere durch die leistungsstärkeren „Lambretta“-Roller von Innocenti entwickelte Hoffmann ohne Genehmigung der Piaggio-Werke die Vespa (insbesondere deren Motor) weiter und brachte schließlich 1954 die „Hoffmann Königin“ auf den Markt. Die viel gelobte Version mit je einem Scheinwerfer auf Kotflügel und Lenker, die viele besser als das Original einschätzten, führte zu Lizenzstreitigkeiten mit Piaggio. Piaggio kündigte daraufhin Hoffmann den Lizenzvertrag fristlos. Die Vespa-Produktion wurde in den Messerschmittwerken in Augsburg bzw. Regensburg fortgesetzt. Für einen gewissen Zeitraum gab es in der Phase der Insolvenz der Hoffmann-Werke und bei Produktionsbeginn der Messerschmittwerke zwei Hersteller und Lieferanten von Vespas in Deutschland gleichzeitig. Denn in der Insolvenzmasse von Hoffmann befanden sich auch etliche vorproduzierte Teilesätze, aus denen auf Anweisung der Insolvenzverwaltung noch Komplettroller montiert und verkauft wurden. Insgesamt wurden etwa 50.000–60.000 Vespa-Motorroller bei Hoffmann produziert.